# Jimena Fernández
Jimena Fernández (ca. 970-ca. 1045) werd als echtgenote van García II van Navarra koningin van Navarra in 981.
Ze was een dochter van graaf Ferdinand Vermúdez van Cea en zijn echtgenote Elvira.
Ze werd de moeder van:
Sancho (990-1035)
Urraca, in 1023 gehuwd met Alfons V van León
García
Elvira